# Guanta ahumada
La guanta ahumada es un plato típico de la nacionalidad Chachi, ubicada en la provincia de Esmeraldas (en Ecuador), y que forma parte de su gastronomía habitual. Se prepara con la carne comestible de un roedor silvestre que se llama guanta.

## Origen
Este plato forma parte de la gastronomía típica de la nacionalidad Chachi, donde es muy apreciado por su sabor y porque también es rico en proteínas. Los ancestros de este pueblo originario han mantenido desde la antigüedad este plato porque es una comida sana, y su tradición llega hasta el presente. El proceso de ahumado se realiza para que la carne dure más tiempo conservada antes de consumir y no se pierdan sus propiedades nutritivas.

## Preparación
La carne de guanta se ahúma sobre el fogón, en una parrilla construida de madera con una altura de unos 50 centímetros, sin ningún tipo de condimentos y se retira cuando ya está bien cocinada. Después, cuando se va a consumir, se cocina en una olla normal con plátano verde y encima se pone un trozo de la carne ahumada. Esta comida se sirve en un plato con plátano cocinado hecho bala (panda lu`ta) con masato o colada de maduro.